# Ilia Rabinovitch
Ilia Leontievitch Rabinovitch (en russe : Илья Леонтьевич Рабинович) est un joueur d'échecs russe puis soviétique né le 23 mai 1891 à Saint-Pétersbourg et mort le 23 avril 1942 à Perm, champion d'URSS en 1934-1935.

## Biographie et carrière

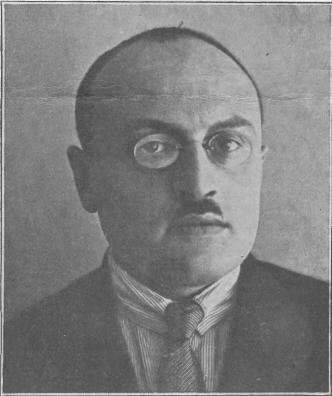
Rabinovitch vers 1928

Avant la guerre de 1914, Rabinovitch remporta le tournoi de Vilna 1911. Lorsque la guerre éclata, il se trouvait en Allemagne : il disputait le tournoi A (Hauptturnier) de Manheim 1914 qui fut interrompu alors qu'il occupait la deuxième place du classement. 
Pendant la grande guerre, Rabinovitch fut interné pendant près de trois ans. Prisonnier, il disputa une série de tournois à Triberg, finissant deuxième en 1914-1915, mars 1915, troisième en avril-mai 1915, deuxième-troisième en août 1915 (tournois à deux tours entre six joueurs tous remportés par Efim Bogoljubov) ; deuxième en décembre 1915-janvier 1916 (tournoi à six tours entre trois joueurs) ; premier en avril-mai 1916 (tournoi à deux tours entre six joueurs) et en 1917 (tournoi à six tours, ex æquo avec Alekseï Selesnieff, devant Bogoljubov). 
Après la guerre, Rabinovitch revint à Léningrad et battit Piotr Romanovski dans un match (+5 −1 =2). Il remporta le 1er championnat de Léningrad en 1920, puis à trois autres reprises : en 1925, 1928 et 1940-1941. Il finit deuxième du championnat en 1921, 1924 et 1926. 
Rabinovitch remporta le tournoi de Novgorod en décembre 1923 devant Romanovski et Sozine. En 1925, il devint le premier joueur soviétique à participer à un tournoi à l'étranger : à Baden-Baden, il finit septième avec 12 points sur 20 (victoire de Alekhine devant Rubinstein, Sämisch, Bogoljubov, Marshall et Tartakover) en devançant Aaron Nimzowitsch, Ernst Grünfeld, Carlos Torre, Richard Réti, Rudolf Spielmann,  Frederick Yates, Edgar Colle, Siegbert Tarrasch, Jacques Mieses et George Alan Thomas. La même année, il finit quatrième du tournoi de Léningrad gagné par Bogoljubov. En novembre-décembre, il termina seizième du tournoi d'échecs de Moscou 1925 avec 8,5 points sur 20.
En 1926, il remporta le championnat de la province du Nord-Ouest devant Iline-Jenevski et Botvinnik, marquant 11 points sur 11 lors du tournoi préliminaire et 8 points sur 10 en finale (+6 =4). Il battit Boris Verlinski 2 à 0 lors du  match Léningrad - Moscou de 1927 et Ilia Kan en 1934.
Il participa à neuf finales du championnat d'URSS entre 1920 et 1939. Il finit quatrième du championnat de 1920 à Moscou remporté par Alexandre Alekhine, puis 8e en 1921, 5e en 1924, 3e en 1925 (victoire de Bogoljubov), 10e-12e en 1927, 3e-5e en 1933. 
En avril-mai 1934, Rabinovitch remporta le tournoi de maîtres de Léningrad et finit quatrième du tournoi international de Léningrad en août-septembre (6,5 / 11) remporté par Botvinnik. En 1935, il remporta le championnat d'URSS 1934-1935, ex æquo avec Grigory Levenfisch et finit 11e-14e du tournoi international de Moscou, avec la moitié des points (9,5 / 19), tournoi remporté par Botvinnik et Flohr devant Lasker, Capablanca et Spielmann. En 1937, il termina troisième du tournoi de Léningrad remporté par Reuben Fine devant Levenfisch et 10e-12e du championnat d'URSS 1937 à Tbilissi (9,5 points sur 19). En janvier 1939, il finit 8e-9e du tournoi  international de Moscou-Léningrad (remporté par Flohr devant Reshevsky) puis 11e-12e du championnat d'URSS 1939 disputé à Léningrad.
Rabinovitch mourut de malnutrition pendant le siège de Léningrad, en avril 1942, dans un hôpital de Perm.

## Publications
En 1927, Rabinovitch publia le premier livre russe consacré exclusivement aux finales. 
Une seconde édition parut en 1938 avec un tirage doublé. Elle fut traduite en néerlandais en trois parties :
- (nl)Torreneindspeelen, 1942
- (nl)Paar- en lopereindspelen, 1948
- (nl)Pionneneindspelen', 1950.